# Орофино (Ајдахо)
Орофино (Ајдахо) (енгл. Orofino) град је у америчкој савезној држави Ајдахо.

## Демографија
По попису из 2010. године број становника је 3.142, што је 105 (-3,2%) становника мање него 2000. године.
| Група             | 2000.         | 2010.         |
| Белци             | 3.013 (92,8%) | 2.805 (89,3%) |
| Афроамериканци    | 12 (0,4%)     | 15 (0,5%)     |
| Азијати           | 19 (0,6%)     | 45 (1,4%)     |
| Хиспаноамериканци | 73 (2,2%)     | 135 (4,3%)    |
| Укупно            | 3.247         | 3.142         |